# Dalibor Šamšal
Dalibor Šamšal (ur. 25 grudnia 1985 w Rijece) – chorwacki narciarz alpejski, od października 2014 r. reprezentujący Węgry.

## Kariera
Po raz pierwszy na arenie międzynarodowej pojawił się 11 grudnia 2000 roku w Ratschings, gdzie w zawodach FIS zajęła nie ukończył drugiego przejazdu w gigancie. W 2003 roku wystąpiła na mistrzostwach świata juniorów w Briançonnais, zajmując 67. miejsce w zjeździe i 69. miejsce w supergigancie.
W zawodach Pucharu Świata zadebiutował 22 grudnia 2004 roku we Flachau, gdzie nie zakwalifikował się do pierwszego przejazdu slalomu. Pierwsze punkty wywalczył 6 stycznia 2009 roku w Zagrzebiu, zajmując 22. miejsce w tej samej konkurencji. Nigdy nie stanął na podium zawodów tego cyklu. W sezonie 2008/2009 zajął 134. miejsce w klasyfikacji generalnej.
Podczas igrzysk olimpijskich w Turynie w 2006 roku wystartował w slalomie, ale nie ukończył rywalizacji. Taki sam wynik osiągnął w slalomie i gigancie na igrzyskach w Vancouver w 2010 roku. Na rozgrywanych cztery lata później igrzyskach olimpijskich w Soczi uplasował się na 18. pozycji w slalomie. Brał także udział w igrzyskach olimpijskich w Pjongczangu w 2018 roku, gdzie jego najlepszym wynikiem było dziewiąte miejsce w zawodach drużynowych. Zajął też między innymi 27. miejsce w slalomie na mistrzostwach świata w Schladming w 2013 roku.

## Osiągnięcia

### Igrzyska olimpijskie
| Miejsce | Dzień     | Rok  | Miejscowość     | Konkurencja     | Czas biegu | Strata | Zwycięzca        |
| ------- | --------- | ---- | --------------- | --------------- | ---------- | ------ | ---------------- |
| DNF1    | 25 lutego | 2006 | Sestriere       | Slalom          | 1:43,14    | –      | Benjamin Raich   |
| DNF1    | 23 lutego | 2010 | Whistler        | Gigant          | 2:38,22    | –      | Carlo Janka      |
| DNF1    | 27 lutego | 2010 | Whistler        | Slalom          | 1:41,57    | –      | Giuliano Razzoli |
| 18.     | 22 lutego | 2014 | Krasnaja Polana | Slalom          | 1:41,84    | +7,15  | Mario Matt       |
| 32.     | 13 lutego | 2018 | Jeongseon       | Superkombinacja | 2:06,52    | +9,42  | Marcel Hirscher  |
| 44.     | 18 lutego | 2018 | Jeongseon       | Gigant          | 2:18,04    | +14,84 | Marcel Hirscher  |
| DNF1    | 22 lutego | 2018 | Jeongseon       | Slalom          | 1:38,99    | –      | André Myhrer     |

### Mistrzostwa świata
| Miejsce | Dzień     | Rok  | Miejscowość       | Konkurencja     | Czas biegu | Strata | Zwycięzca            |
| ------- | --------- | ---- | ----------------- | --------------- | ---------- | ------ | -------------------- |
| DNF1    | 9 lutego  | 2005 | Bormio            | Gigant          | 2:50,41    | –      | Hermann Maier        |
| DNF1    | 12 lutego | 2005 | Bormio            | Slalom          | 1:41,34    | –      | Benjamin Raich       |
| DNF1    | 14 lutego | 2007 | Åre               | Gigant          | 2:19,64    | –      | Aksel Lund Svindal   |
| DNF1    | 17 lutego | 2007 | Åre               | Slalom          | 1:57,33    | –      | Mario Matt           |
| 40.     | 13 lutego | 2009 | Val d’Isère       | Gigant          | 2:18,82    | –      | Carlo Janka          |
| DNF1    | 15 lutego | 2009 | Val d’Isère       | Slalom          | 1:44,17    | –      | Manfred Pranger      |
| DNF1    | 9 lutego  | 2011 | Ga-Pa             | Supergigant     | 1:38,31    | –      | Christof Innerhofer  |
| DNF1    | 14 lutego | 2011 | Ga-Pa             | Superkombinacja | 2:54,51    | –      | Aksel Lund Svindal   |
| 27.     | 17 lutego | 2013 | Schladming        | Slalom          | 1:51,03    | +7,61  | Marcel Hirscher      |
| DNF2    | 15 lutego | 2015 | Vail/Beaver Creek | Slalom          | 1:57,47    | –      | Jean-Baptiste Grange |
| DNF1    | 19 lutego | 2017 | Sankt Moritz      | Slalom          | 1:34,75    | –      | Marcel Hirscher      |

### Mistrzostwa świata juniorów
| Miejsce | Dzień     | Rok  | Miejscowość  | Konkurencja | Czas biegu | Strata | Zwycięzca                      |
| ------- | --------- | ---- | ------------ | ----------- | ---------- | ------ | ------------------------------ |
| 67.     | 4 marca   | 2003 | Briançonnais | Zjazd       | 1:09,49    | +5,31  | Daniel Albrecht                |
| 69.     | 5 marca   | 2003 | Briançonnais | Supergigant | 1:17,10    | +5,57  | François Bourque               |
| DNS1    | 7 marca   | 2003 | Briançonnais | Gigant      | 2:02,72    | –      | Daniel Albrecht Mario Scheiber |
| DNS1    | 8 marca   | 2003 | Briançonnais | Slalom      | 1:33,74    | –      | Marc Berthod                   |
| DNF2    | 13 lutego | 2004 | Maribor      | Gigant      | 2:17,40    | –      | Jeffrey Harrison               |
| DNF1    | 14 lutego | 2004 | Maribor      | Slalom      | 1:33,33    | –      | Raphael Fässler                |
| DNF2    | 24 lutego | 2005 | Bardonecchia | Slalom      | 1:24,10    | –      | Filip Trejbal                  |
| DNF1    | 25 lutego | 2005 | Bardonecchia | Supergigant | 1:25,20    | –      | Michael Gmeiner                |
| DNF1    | 27 lutego | 2005 | Bardonecchia | Gigant      | 2:10,28    | –      | Michael Gmeiner                |

### Puchar Świata

#### Miejsca w klasyfikacji generalnej
- sezon 2008/2009: 134.
- sezon 2010/2011: 155.
- sezon 2011/2012: 145.
- sezon 2015/2016: 139.

#### Miejsca na podium
- Šamšal nie stanął na podium zawodów PŚ.